# 土曜ジャンボ!
土曜ジャンボ!（どようジャンボ）は、山陽放送ラジオで1982年4月10日から1995年4月1日まで放送されていたワイドラジオ番組。

## 概要
RSKラジオの土曜日の午前から夕方の時間帯までの枠で新設された長時間ワイド番組。最初は8時間番組でスタートした。メインパーソナリティの他、総勢10数人のアナウンサー、タレントらを本番組中に動員して常時5〜6か所からの現場中継を挿し込み、その他トークと音楽とに合わせてレジャーガイドや観光、行楽、旅行、釣り、書籍、店など各種情報を盛り込むバラエティに富んだ、肩の凝らない週末番組という構成で送っていた。
1986年当時、本番組のタイトルは「やる気の土曜日 土曜ジャンボ!」、1987年から1989年にかけては「気分は…土曜ジャンボ!」と、それぞれRSKラジオ番組表に掲載されていた。

## 放送時間
毎週土曜日
- 10:00 - 18:00 （1982年4月〜1983年9月）
- 10:00 - 17:45 （1983年10月〜1985年3月）
- 10:00 - 17:00 （1985年4月〜1986年9月）※『井上いつのりの男と女のI LOVE 湯』（17:15 - 17:45）スタートなどにより短縮
- 10:30 - 16:30 （1986年10月〜1988年3月）※放送開始時間繰り下げ、『かんぽサウンドレター 〜草野仁のご一緒しませんか〜』（16:30 - 17:00）放送開始されたなどにより短縮
- 10:30 - 16:45 （1988年4月〜1988年9月）
- 10:30 - 17:00 （1988年10月〜1989年3月）
- 10:00 - 16:00 （1989年4月〜1992年9月）※『MIRAGE SUPER TOP WAVE』が土曜9:05 - 10:00から16:05 - 17:00に移動したなどのことにより枠変動
- 10:00 - 16:40 （1992年10月〜1993年3月）※『MIRAGE SUPER TOP WAVE』終了に伴い枠拡大
- 10:00 - 16:30 （1993年4月〜1994年3月）※『賀来千香子 もっと素敵に』（16:30 - 17:00）ネット開始に伴い10分縮小
- 10:00 - 17:00 （1994年4月〜1994年9月）※『賀来千香子 もっと素敵に』終了に伴い枠拡大
- 10:00 - 16:25 （1994年10月〜1995年3月）※『平尾昌晃 マイソングマイウェイ』のネット開始により35分縮小

（）

## メインパーソナリティ
| 期間      | 期間      | 男性     | 女         |
| --------- | --------- | -------- | ---------- |
| 1982.4.10 | 1983.3.26 | 浜家輝雄 | 村上和子   |
| 1983.4.2  | 1985.3.30 | 滝沢忠孝 | 三津橋律子 |
| 1985.4.6  | 1987.3.28 | 中尾俊直 | 三津橋律子 |
| 1987.4.4  | 1988.3.26 | 浜家輝雄 | 末田倫子   |
| 1988.4.2  | 1988.9.24 | 浜家輝雄 | 藤本典子   |
| 1988.10.1 | 1989.9.30 | 滝沢忠孝 | 井口京子   |
| 1989.10.7 | 1990.3.31 | 滝沢忠孝 | 本田祐美   |
| 1990.4.7  | 1993.3.27 | 滝沢忠孝 | 荒木美佐子 |
| 1993.4.3  | 1995.4.1  | 石田好伸 | 沼田靖子   |

## コーナー・タイムテーブル
（）

### 1982年 - 1986年
- 10:00 - オープニング
- 10:10 - 県民の皆さんへ
- 10:20 - ニューモラル・ツー・ユー
- 10:25 - ちびっ子バンザイ
- 10:30 - 県北レジャーガイド
- 10:37 - 歌謡ジョッキー → 歌謡ジョッキー 清美とデイト
- 10:48 - カップル予定さんお耳拝借 （〜1983年9月）
- 10:48 - ベストカップル・贈りました贈られました （1983年10月〜）
- 11:00 - 山陽新聞ニュース
- 11:05 - 山陽新聞の時間
- 11:10 - フリータイム
- 11:10 - マイクDEさんぽ （1982年10月〜1983年3月）
- 11:10 - 出前CM・1 （1983年4月〜）
- 11:15 - 岡山雑学辞典 （1983年4月〜）
- 11:30 - トラベルガイド 〜いい旅見つけた！〜 （1985年4月〜）
- 11:45 - フィッシング情報 （〜1983年3月）
- 11:40 - 来週の運勢 （1983年4月〜）
- 11:50 - 優良店案内・催しもの案内
- 12:00 - 山陽新聞ニュース・天気予報
- 12:20 - こちら倉敷ハッピッピ！ 〜倉敷センター街歌の広場 （〜1982年9月）
- 12:15 - ファミリースタジオ （1982年10月〜1985年3月）
- 12:15 - ギャルより愛をこめて （1985年4月〜）
- 12:35 - 小さな親切 大きなおせっかい （1985年4月〜）
- 12:45（→12:40） - 出前CM・2 （1983年4月〜）
- 12:45 - LOVE MIRAGE IN CAMPUS （1984年4月〜）
- 12:50 - 釣り情報 （1983年4月〜1984年3月）
- 12:55 - 表町ラッキーチャンスつかみどり （〜1983年3月）
- 13:00 - リクエストコーナー （1983年4月〜1984年3月）
- 13:25 - チャンス！決定版
- 13:55 - お天気ア・ラ・カルト
- 14:00 - 山陽新聞ニュース・天気予報
- 14:10 - ウイークエンドジョッキー こんにちは岩根宏行です
- 15:00 - 山陽新聞ニュース・天気予報
- 15:05 - ジャスコシティ くらしきからこんにちは （〜1983年3月）
- 15:15 - ビバ！ワンダーランドミュージック （1984年4月〜1987年9月）
- 15:35 - 特集① （〜1982年9月）
- 15:35 - どんと来いなつメロ （1982年10月〜1983年3月）
- 15:35（→15:10） - 出前CM・3 （1983年4月〜）
- 15:35 - 杉田愛子とともに （1984年4月〜1985年3月）
- 15:35 - トキメキしましょ！ （1985年4月〜）
- 15:40 - リクエストコーナー （1983年4月〜1984年3月）
- 15:50 - ないしょの話はあのねのね！ （1986年4月〜）
- 16:00 - 山陽新聞ニュース・天気予報
- 16:10 - 特集② （〜1983年9月）
- 16:10 - リクエストコーナー （1983年10月〜）
- 16:10 - クイズ全国縦断 （1985年10月〜1986年3月）
- 16:10 - 胸さわぎ絵日記 （1986年4月〜）
- 16:25 - ナイス・ゴルフ
- 16:35 - スクリーンミュージック （〜1983年3月）
- 16:35 - 表町ウキウキストリート （1983年4月〜）
- 17:00 - 山陽新聞ニュース・天気予報
- 17:10 - ハッピーサテライト （〜1985年4月）
- 17:40 - 特集③ （〜1983年9月）

### 1987年 - 1989年
- 10:30 - まずは電話（tel）におまかせ！ （〜1987年9月）
- 10:30 - ジャンジャンリクエスト （1987年10月〜1989年3月）
- 10:45 - ハロータウン （1988年10月〜）
- 11:00 - 山陽新聞ニュース
- 11:05 - 山陽新聞の時間
- 11:10 - 出前CM・1
- 11:15 - 釣り情報
- 11:30 - トラベルガイド 〜いい旅見つけた！〜
- 11:40 - ふるさと町から村から
- 11:45 - フリータイム
- 11:45 - スズキ・トレンディタウン （1988年10月〜）
- 11:50 - 優良店案内
- 12:00 - 山陽新聞ニュース・天気予報
- 12:15 - お昼だぞクイズ召しあがれ!! （〜1988年3月）
- 12:15 - お昼だぞ！浜家探検隊がゆく！ （1988年4月〜1989年3月）
- 12:40 - 出前CM・2
- 12:45 - LOVE MIRAGE IN CAMPUS
- 13:15 - 新見ふるさと祭り
- 13:20 - フレッシュトーク
- 13:25 - チャンス！決定版 （司会：桂都丸）
- 13:55 - サテスタ伝言板
- 14:00 - 山陽新聞ニュース
- 14:10 - 日産ウイークエンドジョッキー
  - こんにちは岩根宏行です （〜1988年9月）
  - こんにちは滝沢忠孝です （1988年10月〜）
- 15:00 - 山陽新聞ニュース・天気予報
- 15:10 - 出前CM・3
- 15:15 - 今週のこの人 （1987年10月〜1988年3月）
- 15:15 - ジャスコからこんにちは プレイバック昭和40年代 （1988年4月〜1989年3月）
- 15:30 - ラジオなんでもかんでも （〜1988年3月）
- 15:45 - THE BOOK （1988年4月からは16:30へ）
- 15:55 - 山陽新聞ニュース
- 16:00 - 表町ウキウキストリート

### 1989年 - 1995年
- 10:00 - 山陽ヘッドラインニュース
- 10:02 - オープニング／きょうのメニュー
- 10:06 - ハートでトーク・あなたに話したい！ （〜1992年9月）
- 10:10 - 1分間クイズ （〜1993年3月）
- 10:15 - 岡山空港情報 （1992年4月〜）
- 10:20 - タマとポチの何でも相談室 （〜1991年3月）
- 10:20 - クロネコヤマト ラジオ宅急便 （1991年10月〜）
- 10:30 - 山陽ヘッドラインニュース
- 10:32 - ふるさと町から村から
- 10:37 - 新見ふるさと祭り
- 10:45 - ハロータウン （〜1993年3月）
- 10:45 - 岡山ふるさと自慢 〜特産品「天下一品」 （1994年4月〜）
- 10:50 - お宝を探せ！ （1993年4月〜）
- 11:00 - 山陽新聞ニュース
- 11:05 - 山陽新聞の時間
- 11:10 - 出前CM・1
- 11:15 - 釣り情報 → マリン&フィッシング情報
- 11:25 - 山陽ヘッドラインニュース
- 11:27 - 京のお豆腐 心の味・京禅庵 あの店この店コーナー （1994年10月〜）
- 11:30 - トラベルガイド 〜いい旅見つけた！〜 （〜1991年9月）
- 11:30 - ミュージックタイム／フリータイム （1991年10月〜）
- 11:40 - ハートでトーク・あなたに話したい （〜1992年9月）
- 11:45 - スズキ・トレンディタウン （〜1993年3月）
- 11:45 - TOYOTA COMING SOON （1993年10月〜1994年9月）
- 11:45 - MILD SEVEN MUSIC DRIVER （1994年10月〜）
- 11:50 - 優良店案内
- 12:00 - 山陽新聞ニュース・天気予報
- 12:15 - My Dear おばあちゃん （〜1990年3月）
- 12:15 - ミュージックタイム （1990年4月〜1991年9月）
- 12:15 - うっかりさんちゃっかりさん （1991年10月〜）
- 12:30 - キリン ごっくん情報 （〜1991年3月）
- 12:30 - JTサウンドプレゼント （1991年10月〜1993年3月）
- 12:35 - 山陽ヘッドラインニュース
- 12:40 - 出前CM・2
- 12:45 - LOVE MIRAGE IN CAMPUS
- 13:20 - 山陽ヘッドラインニュース
- 13:25 - チャンス！決定版 （司会：桂都丸、柴床伴子）（〜1991年9月）
- 13:25 - それでは行きます 米裕（1991年10月〜1992年3月）→ 雀司（1992年4月〜1993年3月）の聞いて聞いてタイム
- 13:25 - 喫茶ジャンボでございます （1993年4月〜）
- 13:45 - それ行け！パワフルポイント （1993年10月〜1994年3月）
- 13:55 - 伝言板（サテスタ伝言板）（〜1994年9月）
- 13:55 - 高梁ふるさと便り （1994年10月〜）
- 14:00 - 山陽新聞ニュース
- 14:10 - 日産ウイークエンドジョッキー（こんにちは滝沢忠孝です）
- 15:00 - 山陽新聞ニュース・天気予報
- 15:10 - 出前CM・3 （〜1994年3月）
- 15:15（→15:10） - おしゃれにオジャマ → 表町チューリップ通信 おしゃれにオジャマ
- 15:35 - JRA中央競馬実況中継 （1994年10月〜）
- 15:40 - 山陽ヘッドラインニュース
- 15:45 - ジャンボインフォメーション（月1回・『梅錦お祝いキャラバン』）
- 16:00 - 山陽新聞ニュース・天気予報
- 16:05 - 出前CM・3 （1994年4月〜）
- 16:10 - あなたの日曜日 （1992年10月〜）
- 16:10 - ゴー！ゴー！My Tour （第2週・第4週、1994年10月〜）
- 16:20 - ジャンボインフォメーション （1992年10月〜）
- 16:25 - ふり返れば今日もジャンボなプレゼント （1992年10月〜1994年3月）
- 16:25 - 山陽ヘッドラインニュース （1994年4月〜）
- 16:30 - フリータイム （1994年4月〜1994年9月）